# فهرست روزنامه‌های بنگلادش
فهرست از روزنامه‌های بنگلادش، فهرستی از روزنامه‌های چاپ و توزیع شده در بنگلادش است. بیشتر روزنامه‌های منتشر شده در بنگلادش به زبان بنگالی یا انگلیسی نوشته می شوند. اکثر روزنامه‌های بنگلادشی معمولاً در صفحات گسترده چاپ می شوند. تعداد کمی از مجلات روزانه (روزنامه‌) وجود دارد. روزنامه‌های در بنگلادش در پایتخت، داکا ، و همچنین در شهرهای بزرگ منطقه مانند چیتاگونگ ، خولنا ، راجشاهی ، رنگپور ، سیلهت و باریسال منتشر می شوند. همه روزنامه‌هادر بنگلادش چاپ صبح هستند. هیچ نسخه عصرانه ای در بنگلادش وجود ندارد. برخی از روزنامه ها نسخه های آنلاین را نیز ارائه می دهند.

## روزنامه‌های قابل توجه

### روزنامه‌های بنگالی زبان
| Newspaper name      | Newspaper name | Founded          | Owner/Publisher                           | Editor                        | Region                               | Circulation (May, 2021) |
| English             | Bengali        | Founded          | Owner/Publisher                           | Editor                        | Region                               | Circulation (May, 2021) |
| ------------------- | -------------- | ---------------- | ----------------------------------------- | ----------------------------- | ------------------------------------ | ----------------------- |
| Bangladesh Pratidin | বাংলাদেশ প্রতিদিন     | 15 March 2010    | East West Media Group                     | Naem Nizam                    | National                             | 553,300                 |
| Prothom Alo         | প্রথম আলো        | 4 November 1998  | Transcom Group                            | Matiur Rahman                 | National                             | 501,800                 |
| Jugantor            | দৈনিক যুগান্তর      | 1 February 1999  | Salma Islam                               | Saiful Alam                   | National                             | 290,200                 |
| Kaler Kantho        | কালের কন্ঠ        | 10 January 2010  | East West Media Group                     | Imdadul Haq Milan             | National                             | 290,200                 |
| The Daily Ittefaq   | দৈনিক ইত্তেফাক      | 24 December 1953 | Ittefaq Group of Publications Ltd.        | Tasmima Hossain               | National                             | 290,200                 |
| Janakantha          | দৈনিক জনকণ্ঠ      | 29 February 1993 | Mohammad Atikullah Khan Masud             | Mohammad Atikullah Khan Masud | National                             | 290,200                 |
| Samakal             | দৈনিক সমকাল       | 31 May 2005      | Abdul Kader Azad                          | Mustafiz Shafi                | National                             | 271,000                 |
| Amader Shomoy       | দৈনিক আমাদের সময়   | 2003             | New Vision Limited                        | Mohammad Golam Sarwar         | National                             | 270,000                 |
| Bhorer Kagoj        | ভোরের কাগজ        | 15 February 1992 | Saber Hossain Chowdhury                   | Shyamal Dutta                 | National                             | 161,160                 |
| Manab Zamin         | দৈনিক মানবজমিন     | 15 February 1997 | Mahbuba Chowdhury                         | Matiur Rahman Chowdhury       | National                             | 161,100                 |
| Alokito Bangladesh  | আলোকিত বাংলাদেশ      | 2013             | Alokito Media Ltd.                        | Kazi Rafiqul Alam             | National                             | 152,000                 |
| The Sangbad         | দৈনিক সংবাদ        | 17 May 1951      | Alatamasa Kabir                           | Khandakar Muniruzzaman        | National                             | 127,000                 |
| Daily Inqilab       | দৈনিক ইনকিলাব      | 4 June 1986      | Inqilab Enterprise & Publications Limited | A.M.M. Bahauddin              | National                             | 125,460                 |
| Jaijaidin           | যায়যায়দিন         | 1999             | Jaijaidin Publication Limited             | Sayeed Hossain Chowdhury      | National                             | 116,000                 |
| Daily Naya Diganta  | দৈনিক নয়াদিগন্ত     | 25 October 2004  | Diganta Media Corporation                 | Alamgir Mahiuddin             | National                             | 90,650                  |
| The Azadi           | দৈনিক আজাদী        | 5 September 1960 | MA Malek                                  | MA Malek                      | National (published from Chattogram) | 56,000                  |
| The Daily Sangram   | দৈনিক সংগ্রাম       | 17 January 1970  | Bangladesh Publications Ltd.              | Abul Asad                     | National                             | 32,020                  |
| Ajker Patrika       | আজকের পত্রিকা      | 27 June 2021     | US-Bangla Group                           | Golam Rahman                  | National                             | 108,100                 |

### روزنامه‌های انگلیسی زبان
| Newspaper name        | Founded         | Owner/Publisher                    | Editor                 | Circulation |
| --------------------- | --------------- | ---------------------------------- | ---------------------- | ----------- |
| روزنامه دیلی‌استار     | 14 January 1991 | Transcom Group                     | Mahfuz Anam            | 44,814      |
| The Financial Express | 1993            | International Publications Limited | Shahiduzzaman Khan     | 39,010      |
| Daily Sun             | 23 October 2010 | East West Media Group              | Enamul Hoque Chowdhury | 38,800      |
| The Daily Observer    | 1 February 2011 | Observer Ltd                       | Iqbal Sobhan Chowdhury | 38,750      |
| Dhaka Tribune         | 19 April 2013   | 2A Media Limited                   | Zafar Sobhan           | 38,700      |
| New Age               | June 2003       | Media New Age Limited              | Nurul Kabir            | 38,600      |
| The Independent       | 26 March 1995   | Independent Publications Limited   | M. Shamsur Rahman      | 37,800      |
| The Bangladesh Today  | 26 January 2002 | Jobaer Alam                        | Jobaer Alam            | 22,500      |

### روزنامه ها و پورتال های آنلاین
| نام روزنامه      | نام روزنامه | تاریخ تاسیس   | مالک / ناشر                            | ویرایشگر                |
| انگلیسی          | بنگالی      | تاریخ تاسیس   | مالک / ناشر                            | ویرایشگر                |
| ---------------- | ----------- | ------------- | -------------------------------------- | ----------------------- |
| BBC Bangla       | বিবিসি বাংলা      | 11 اکتبر 1941 | صدا و سیما                             | صابر مصطفی              |
| bdnews24.com     | বিডি নিউজ ২৪   | 23 اکتبر 2006 | بنگلادش نیوز 24 ساعت با مسئولیت محدود. | Toufique Imrose Khalidi |
| Banglanews24.com | বাংলা নিউজ ২৪   | 1 ژوئن 2010   | گروه رسانه ای شرق غرب                  | جوول مظهر               |
| Priyo            | প্রিয়. من     | 2011          |                                        | زکریا سواپان            |
| Jagonews24.com   | জাগোনিউজ২৪. من | 10 مه 2014    | AKC Private Limited                    | KM Zeaul Haque          |
| Bangla Tribune   | বাংলা ট্রিবিউন    | 13 مه 2014    | 2A Media Limited                       | ذوالفقار راسل           |
| Dhaka Post       | ঢাকা পোস্ট      | 16 فوریه 2021 | Bijoy Bangla Media Limited             | محی الدین سرکر          |

## روزنامه‌ها و مجلات ماهانه / هفتگی
ماهنامه بندان-ساخت و ساز، املاک، داخلی و معماری مربوط به ماهنامه محبوب و پرطرفدار در بنگلادش هستند.
- فوروم ، مجله ای حقوق بشری است که بین سال های 1969 و 1971 منتشر شد و در سال 2006 دوباره احیا شد.
- پیک داکا ، مجله ای خبری و انگلیسی زبان که در سال 1984 بنیان نهاده شد، از طولانی ترین مجلات امور جاری انگلیسی در این کشور است.
- هالیدی ، یک هفته نامه انگلیسی زبان دیگر است. [۳۵]
- ICE Today ، مجله ای مد و سبک زندگی انگلیسی زبان است.
- Weekly Blitz ، یک هفته نامه انگلیسی زبان که در سال 2003 آغاز به چاپ کرده و توسط Salah Choudhury وایراستاری می شود [۳۵] [۳۶]

## خبرگزاری ها
پیش از سال 1972، خبرگزاری ها در بنگلادش شعبه های محلی آژانس های بین المللی اخبار بودند.
- بنگلادش Sangbad Sangstha (BSS)، خبرگزاری رسمی دولتی بنگلادش، در 1 ژانویه 1972 از دفتر داکا متعلق به دولت ایجاد شد. ابوالکلام آزاد که قبلاً دبیر مطبوعاتی شیخ حسینه نخست وزیر بود، در سال 2014 سردبیر آن شد. [۳۷] آسوشیتدپرس پاکستان (APP) (بدون ارتباط با آسوشیتدپرس (AP)) نام قبلی این سازمان بود. اما این نام پس از استقلال بنگلادش تغییر کرد. اخبار را با AFP ، Xinhua ، Press Trust of India (PTI)، APP (پاکستان) و سایر آژانس های خارجی مبادله می کند. [۳۵] [۳۸]
- United News of Bangladesh (UNB) یک خبرگزاری خصوصی است که از سال 1988 در خدمت است. با AP ، United News of India (UNI) و سایر آژانس های خارجی شریک است. [۳۵] [۳۹]

## روزنامه های منحل شده
- آجکر کاگوج ( بنگالی: দৈনিক আজকের কাগজ  </link> ; "کاغذ امروز")، یک روزنامه بنگالی زبان که با رویکرد مدرن بین سال های 1991 و 2007 منتشر شد.
- آمار دش ( بنگالی: আমার দেশ আমার </link> ; "کشور من")، یک روزنامه بنگالی زبان که بین سال های 2004 تا 2013 منتشر شد. [۴۰] [۴۱]
- بنگلادش آبزرور ، یک روزنامه انگلیسی زبان که بین سال‌های 1949 تا 2010 منتشر شد و آخرین ویرایش آن توسط اقبال سبحان چاودوری منتشر شد . [۴۲]
- کیشور بنگلا ، یک هفته نامه نوجوانان بنگالی است که بین سال های 1977 و 1983 منتشر می شود.
- دیلی بنگلار بانی ، یک روزنامه بنگالی زبان.
- کوهنور ، ماهنامه ای به زبان بنگالی است که از سال 1898 تا 1912 منتشر می شود.
- دیلی دینکال ، یک روزنامه بنگالی زبان است که از سال 1986 تا 2023 منتشر می شود.

## همچنین ببینید
- رسانه های جمعی در بنگلادش
- مخابرات در بنگلادش
- لیست شرکت های بنگلادش